# .kh
.kh ist die länderspezifische Top-Level-Domain (ccTLD) Kambodschas. Sie wurde am 20. Februar 1996 eingeführt und wird vom staatlichen Ministerium für Post und Telekommunikation in Phnom Penh verwaltet.

## Eigenschaften
Domains können ausschließlich unterhalb bestimmter Second-Level-Domains angemeldet werden. Es gibt beispielsweise per.kh für Personen oder com.kh für kommerzielle Unternehmen. Insgesamt darf eine .kh-Domain zwischen drei und 63 Zeichen lang sein, die Konnektierung benötigt mit bis zu einem Monat vergleichsweise viel Zeit.